# Mark Verstraete
Pour les articles homonymes, voir Verstraete.
Mark Verstraete, né le 4 août 1948  à Mortsel, est un acteur belge néerlandophone.

## Biographie
Mark Verstraete est surtout connu pour son rôle de Jef Liefooghe dans De Kotmadam (nl), un rôle qu'il joue sans interruption depuis 1991.

## Filmographie

### À la télévision
- 1991-aujourd'hui : De Kotmadam (nl) : Jef Liefooghe
- 2002-2009 : 2 Straten verder (nl)
- 2008 : Zone Stad (nl) : Hugo Bertels
- 2009 et 2011 : Code 37
- 2010 : Mega Mindy
- 2010 : Vermist II (nl)
- 2010 : F.C. De Kampioenen : Wolfgang
- 2011 : Aspe (nl)

### Au cinéma
- 1985 : Springen de Jean-Pierre De Decker
- 1992 : Boys de Jan Verheyen
- 2007 : Koning van de Wereld (nl) : le médecin des sports
- 2009 : Dirty Mind de Pieter Van Hees
- 2013 : Los Flamencos de Daniel Lambo : Pedro Fleminckx
- 2020 : Bandits des Bois : IJzeren Simon dit Simon Brise-Fer

## Théâtre
- 2014 : De verwondering d'après Hugo Claus